# Loudon Wainwright III
Loudon Snowden Wainwright III (ur. 5 września 1946 w Chapel Hill) – amerykański autor piosenek, wokalista folkowy, aktor i komik. Jest ojcem muzyków, Rufusa Wainwrighta, Marthy Wainwright i Lucy Wainwright Roche. Jego żoną była piosenkarka folkowa Kate McGarrigle.
Wainwright rozpoczął w karierę latach 70. Jego piosenki mają charakter humorystyczny, ale i jednocześnie szczery.
Dzięki charakterystycznemu, wysokiemu głosowi i jego ekspresji wokalnej, które wypełniły jego debiutancki, eponimiczny album studyjny, Loudon Wainwright III (1970), odniósł sukces. Podobny charakter miały jego kilka kolejnych płyt. Muzyk doceniany jest za  refleksyjne i nieraz dowcipne piosenki, m.in.: „School Days”, „Central Square Song”, „Black Uncle Remus”, „Uptown” i „Glad to See You’ve Got Religion”.

## Życiorys
Wainwright urodził się w 1946 roku w Chapel Hill w Karolinie Północnej jako syn dziennikarza amerykańskiego czasopisma „Life”. Wychowywał się w mieście Bedford, w hrabstwie Westchester, na północ od Nowego Jorku. Od początku lat 60. muzykował w college’u i klubach folkowych. Jako początkujący piosenkarz i autor tekstów niektórzy okrzyknęli go nowym Bobem Dylanem. W 1967 roku trafił do San Francisco. Do aktywniejszej działalności muzycznej zachęcony został przez znajomego piosenkarza, George’a Gerdesa. W międzyczasie, za posiadanie marihuany, Wainwright trafił do więzienia w Oklahomie. Po wyjściu zza krat podpisał umowę z wytwórnią muzyczną Atlantic Records.
Do 2020 roku Wainwright wydał 26 albumów studyjnych.

## Albumy

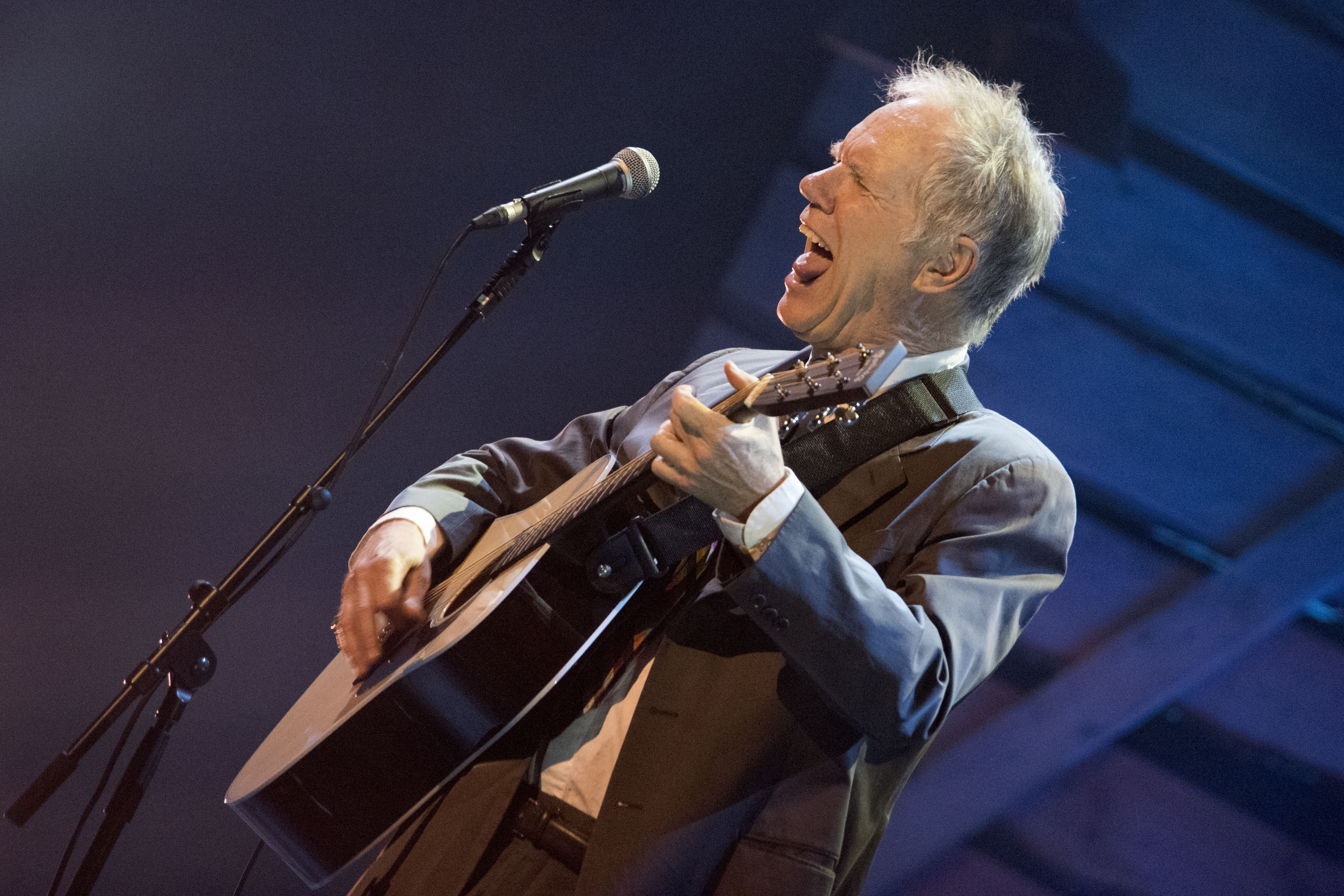
Wainwright podczas BBC Radio 2 Folk Awards (2015), podczas których, wraz z Yusufem Islamem / Catem Stevensem, otrzymał nagrodę za całokształt twórczości

### Studyjne
Źródło:
- 1970: Loudon Wainwright III
- 1971: Album II
- 1972: Album III
- 1973: Attempted Mustache
- 1975: Unrequited
- 1976: T Shirt
- 1978: Final Exam
- 1983: Fame and Wealth
- 1985: I’m Alright
- 1986: More Love Songs
- 1989: Therapy
- 1992: History
- 1995: Grown Man
- 1997: Little Ship
- 1999: Social Studies
- 2001: Last Man on Earth
- 2005: Here Come the Choppers
- 2007: Strange Weirdos
- 2008: Recovery
- 2009: High Wide & Handsome: The Charlie Poole Project
- 2010: 10 Songs for the New Depression
- 2012: Older Than My Old Man Now
- 2014: Haven’t Got the Blues (Yet)

| Źródło: - 1979: A Live One - 1993: Career Moves - 1998: The BBC Sessions - 2003: So Damn Happy | Źródło: - 1994: One Man Guy: The Best of Loudon Wainwright III 1982–1986 - 2000: The Atlantic Recordings - 2018: Years in the Making |

## Filmografia
Źródło:
- 1974–1975: M*A*S*H (TV) – kapitan Calvin Spalding, śpiewający chirurg
- 1989: Szalony Megs – Ferretti
- 2000: 28 dni – gitarzysta
- 2001: Studenciaki (TV) – Hal Karp
- 2003: Duża ryba – Beamen
- 2004: Aviator – muzyk w Cocoanut Grove
- 2005: 40-letni prawiczek – ksiądz
- 2005: Elizabethtown – wujek Dale
- 2006: Radosne Purim – nominowany, Ben Connelly
- 2007: Wpadka – dr Howard
- 2009: Załoga G (animowany) – dziadek Goodman
- 2009: Parks and Recreation (TV) – Barry (odc. 1)
- 2012: Impersonalni (TV) – pan Frey
- 2012: Sleepwalk with Me – wujek Max
- 2018: Mozaika – Casey Delacroix / Dennis Klein